# Wannes Van Laer
Wannes Van Laer (Oostende, 5 maart 1985) is een Belgische zeiler, woonachtig in Laken. Hij vertegenwoordigde Team Belgium reeds op verscheidene internationale wedstrijden, waaronder de Olympische Zomerspelen van Londen 2012, Rio 2016 en Tokio 2020.
In 2012 en 2014 werd hij Yachtman van het Jaar in België en hij is de huidige recordhouder met acht Belgische titels in de Laser Standaard klasse.
Van Laer zeilt voor de Franse Gemeenschap, onder de Fédération Francophone du Yachting Belge (FFYB).

## Biografie
Wannes Van Laer is de zoon van Pieter Van Laer, die zelf jarenlang een begaafde zeiler was. Hij begon op zesjarige leeftijd met zeilen in de Optimistklasse. Hiermee is Wannes reeds de derde generatie binnen de Van Laers die aan wedstrijdzeilen doet. Toen hij amper 10 jaar oud was, nam hij deel aan zijn eerste Europees kampioenschap in Optimist.
Wannes stapte 3 jaar later over naar de Europe, maar tijdens zijn middelbare studies in de Topsportschool van Mortsel groeide hij letterlijk snel uit deze bootsklasse. Hij besloot toen over te stappen naar de Laser. 
Enkele jaren later, in 2011, haalde hij als jongste (16 jaar) ooit de Gold Fleet op het Europees Kampioenschap in Polen bij de senioren.
Na zijn secundaire studies, begon hij zijn professionele bachelor Bedrijfsmanagement in 2003. Deze werkte hij in 2006 af.
Tot 2009 zeilde Wannes, op zoek naar overheidssteun, in verschillende bootsklasses. Sinds 2009 kan hij rekenen op de steun van de Fédération Wallonie-Bruxelles.
Vanaf 2009 zette Wannes alles op de zeilsport en slaagde erin zich een eerste keer op de valreep te kwalificeren voor de Olympische Zomerspelen van Londen 2012, waar hij 34e werd.
Het zeilen op de Olympische Zomerspelen 2012 ging door op de Weymouth and Portland National Sailing Academy. 
In 2016 nam hij opnieuw deel aan de Olympische Zomerspelen. In Rio 2016 werd hij 17e in het eindklassement en won hij de negende race.
In Tokio 2020 werd hij 27ste.

## Wereldranglijst
Hoogste positie op de ISAF wereldranglijst: 9e (bijgewerkt: 27 april 2015)

## Resultaten

### Laser Standaard
2016
- Olympische Spelen 2016 - Rio de Janeiro: 17e

#### 2014
- ISAF Sailing World Cup - Melbourne: 5e
- ISAF Sailing World Cup Final - Abu Dhabi: 19e
- ISAF Sailing World Cup - Qingdao: 4e
- Europees Kampioenschap zeilen - Split: 10e
- ISAF Sailing World Cup - Palma: 15e

#### 2013
- EUROSAF Champions Cup - La Rochelle: 10e
- EUROSAF Champions Cup - Kiel: 10e

#### 2012
- ISAF Sailing World Cup - Melbourne: 8e
- Zeilen op de Olympische Zomerspelen 2012: 34e
- ISAF Sailing World Cup - Kiel: 11e

#### 2011
- Algemeen Klassement Europa Cup:
- ISAF Sailing World Cup - Miami: 11e

#### 2010
- ISAF Sailing World Cup - Melbourne: 15e
- ISAF Sailing World Cup - Kiel: 8e

### Andere bootsklasses
| Jaar | Bootsklasse | Wedstrijd                          |
| ---- | ----------- | ---------------------------------- |
| 2009 | /           | Voiles de Saint-Tropez (Yachting): |
| 2003 | Finn        | EK jeugd Zweden:                   |
| 2000 | Europe      | EK Spanje: 7e                      |
| 1999 | Ponant      | EK Frankrijk:                      |
| 1998 | Optimist    | EK Kroatië:                        |
| 1996 | Optimist    | WK (U13) Zuid-Afrika:              |

### Belgische titels
| Belgisch Kampioenschap | Bootsklasse     | Jaartal laatste zege | Totaal aantal zeges |
| ---------------------- | --------------- | -------------------- | ------------------- |
| Vlag van België        | Laser Standaard |                      | 8                   |
| Vlag van België        | Spirou          | 1998                 | 1                   |
| Vlag van België        | Optimist (U13)  | 1995                 | 1                   |

## Onderscheidingen
- 2012: Belgian Yachtman of the Year
- 2014: Belgian Yachtman of the Year